# Thonhausen
Thonhausen est une commune allemande de l'est du land de Thuringe située dans l'arrondissement du Pays-d'Altenbourg. Thonhausen fait partie de la Communauté d'administration de la Sprotte.

## Géographie

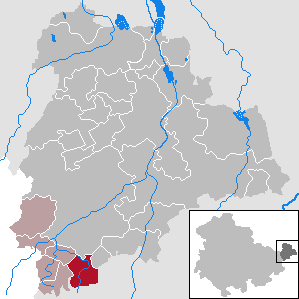
Situation de la commune (en rouge) à dans l'arrondissement d'Altenbourg

Thonhausen est située au sud de l'arrondissement, sur la Mannichswalder Sprötte, affluent de la Sprötte, à la limite avec l'arrondissement de Zwickau (Saxe), à 6 km au sud de Schmölln et à 18 km au sud d'Altenbourg. La commune est composée des trois villages de Thonhausen, Wettelswalde et Schönhaide.
Communes limitrophes (en commençant par le nord et dans le sens des aiguilles d'une montre) : Vollmershain, Schmölln, Heyersdorf, Crimmitschau et Jonaswalde.

## Histoire
La première mention écrite du village date de 1291. Le village de Wettelswalde est signalé dès 1181 et celui de Schönhaide en 1690.
Thonhausen, Wettelswalde et Schönhaide ont fait partie du duché de Saxe-Altenbourg (cercle oriental, ostkreis). Une petite partie de Thonhausen ressortissait du royaume de Saxe (cercle de Zwickau) jusqu'en 1918. En 1920, ils sont intégrés au nouveau land de Thuringe (arrondissement d'Altenbourg).
De 1952 à 1990, la commune a fait partie de l'arrondissement de Schmölln, dans le district de Leipzig.

## Démographie
| 1900 | 1933 | 1939 | 1995 | 2000 | 2005 | 2010 |
| ---- | ---- | ---- | ---- | ---- | ---- | ---- |
| 921, | 868  | 850  | 674  | 661  | 645  | 590  |